# NoCap
NoCap, pseudonimo di Kobe Vidal Crawford Jr. (Mobile, 20 agosto 1998), è un rapper statunitense.

## Biografia
The Backend Child (2019), secondo mixtape, ha esordito alla 170ª posizione della Billboard 200. Ha ottenuto risultati migliori col mixtape successivo The Hood Dictionary (2019), arrivato alla 80ª posizione della classifica.
Il quarto mixtape Steel Human ha esordito alla 31ª posizione della graduatoria LP statunitense. È seguito Mr. Crawford (2022), primo album in studio, classificatosi 8º. The Main Bird, quinto mixtape, è stato presentato nel dicembre 2022.
Nel settembre 2023 è stato intrapreso il Birdnest Tour, costituito da diciassette date. Il secondo disco Before I Disappear Again è stato reso disponibile per il consumo a partire dalla metà di agosto 2024; l'LP ha fatto l'entrata nella Billboard 200 al 18º posto.

## Discografia

### Album in studio
- 2022 – Mr. Crawford
- 2024 – Before I Disappear Again

### Mixtape
- 2018 – Neighborhood Hero
- 2019 – The Backend Child
- 2019 – The Hood Dictionary
- 2020 – Steel Human
- 2022 – The Main Bird

### Singoli
- 2018 – Footwork
- 2018 – The Leak
- 2018 – Change U
- 2018 – What Is Lxve
- 2018 – Spaceship Vibes (feat. Quando Rondo)
- 2018 – Point Guard
- 2018 – How We Roll (feat. Rylo Rodriguez)
- 2019 – November 14 (feat. Slim)
- 2019 – Innocent
- 2019 – When I Die (con Thunder)
- 2019 – Reversible (con FDW Baybay)
- 2019 – Free Durkio
- 2019 – Exotic: Freestyle, Pt. 2
- 2019 – Money Can't Change Me (feat. Rich the Kid)
- 2020 – Stop Spinnin
- 2020 – TheHoodDoctor
- 2020 – Ghetto Angels
- 2020 – Count a Million (feat. Lil Uzi Vert)
- 2020 – Mistake
- 2020 – I Can't Change (con Stupid Young e Steelz)
- 2020 – I Can't
- 2020 – Free Draco
- 2020 – Pain Show
- 2021 – 38 Sides (feat. YoungBoy Never Broke Again)
- 2021 – On Purpose
- 2021 – Time Speed
- 2021 – Vaccine
- 2021 – Outside
- 2021 – Unwanted Lifestyle
- 2021 – No One Here (con Lul Bob)
- 2021 – 200 or Better
- 2022 – Fortune Teller
- 2022 – Free Now (con Deebaby)
- 2022 – Need Someone to Love
- 2022 – Long Live (con So Supa)
- 2022 – I See You
- 2022 – Heaven for Thugs (Letter to WAP)
- 2022 – Went Deaf
- 2022 – Valuable Souls
- 2022 – DNA
- 2022 – Dark Clouds (con MG Lil Bubba)
- 2022 – Dangerous Girls
- 2023 – Deadicated
- 2023 – No Squares in the Circle (feat. BigXthaPlug)
- 2023 – Head Doctor (solo o con Lil Tecca)
- 2023 – Cuban Links & Drug Habits

## Tournée
- 2023 – The Birdnest Tour